# Alfred, Prinț de Saxa-Coburg și Gotha
Alfred, Prinț de Saxa-Coburg și Gotha (Alfred Alexander William Ernest Albert; 15 octombrie 1874, Palatul Buckingham, Londra, Regatul Unit - 6 februarie 1899, Sanatoriul Martinnsbrunn, Merano, Austro-Ungaria) a fost membru al Familiei Regale Britanice. A fost văr primar cu Regele George al V-lea al Regatului Unit, Wihelm al II-lea al Germaniei și Țarul Nicolae al II-lea al Rusiei și fratele Reginei Maria a României.

## Primii ani
Prințul Alfred de Edinburgh s-a născut la 15 octombrie 1874 la Palatul Buckingham, Londra.
Tatăl său a fost Prințul Alfred, Duce de Edinburgh, al doilea fiu al Reginei Victoria și al Prințului Albert. Mama sa era Marea Ducesă Maria Alexandrovna a Rusiei, fiica Țarului Alexandru al II-lea al Rusiei și a Țarinei Maria Alexandrovna. A fost botezat la Palatul Buckingham la 27 noiembrie 1874 de arhiepiscopul de Canterbury, Archibald Tait. Nașii săi au fost Regina Victoria, Țarul Alexandru al II-lea, împăratul William I al Germaniei, Prințesa Moștenitoare Victoria a Germaniei (sora tatălui său), Ernest al II-lea, Duce de Saxa-Coburg și Gotha (unchiul tatălui său) și Eduard, Prinț de Wales (fratele tatălui său)

## Saxa-Coburg și Gotha
În 1893, unchiul său Ernest al II-lea, Duce de Saxa-Coburg și Gotha, fratele bunicului patern, a murit fără să lase moștenitori.
Fiind neeligibil să ocupe tronul Ducal din cauza statutului său ca moștenitorul unei tron, Prințul de Wales a renunțat la tronul Ducatului de Saxa-Coburg și Gotha. Astfel, Ducatul a revenit tatălui Prințului Alfred, care în acel moment era Duce de Edinburgh. 
Prințul Alfred locuia la Casa Clarence cu părinții și cu surorile sale; după accesiunea la tronul Ducatului a tatălui lor, întreaga familie s-a mutat la Schloss Rosenau în apropiere de Coburg.

## Carieră
La 28 ianuarie 1895, la Curtea britanică s-a publicat următorul text: "Suntem informați că o căsătorie a fost aranjată între Alteța Sa Regală Prințul Alfred de Saxa-Coburg și Gotha, singurul fiu al Altețelor Lor Regale Ducele și Ducesa de Saxa-Coburg și Gotha și nepotul  Majestății Sale și Alteța Regală Ducesa Elsa Matilda Marie, fiica Ducelui William Eugen de Württemberg, prin căsătoria sa cu Marea Ducesă Vera Constantinovna a Rusiei." Logodna a fost probabil aranjată de mamele tinerilor, amândouă Mari Ducese ale Rusiei prin naștere. Logodna a fost ruptă de familia miresei când au aflat mai multe despre stilul de viață a tânărului Alfred, descris de tabloidele germane.
Prin anul 1899, Alfred a început să prezinte simptome severe de sifilis pe care l-a dobândit când era ofițer de Gardă. În istoria oficială a familiei (Das Haus von Sachsen-Coburg-Gotha und), document aprobat de șeful Casei de Saxa-Coburg și Gotha scrie că în această perioadă Alfred s-a căsătorit cu Mabel Fitzgerald la Potsdam în 1898. Conform acestei istorii, Alfred suferea de sifilis când a lipsit de la nunta de argint a părinților săi celebrată la 22 ianuarie 1899; motivul oficial al absenței sale a fost o depresie nervoasă.
Totuși, informația despre o astfel de căsătorie este incorectă. Cercetările lui Sander se bazează pe informații inexacte ale lui John van der Kiste și Bee Jordaan din biografia tatălui lui Alfred. Întreaga poveste despre căsătoria tânărului Alfred a fost născocită de un american, Frank Fitzgerald Bush, care susținea că mama sa, Irina, a fost rezultatul căsătoriei tânărului Alfred.
Alfred n-a întâlnit-o niciodată pe Mabel Fitzgerald, care era adolescentă în momentul căsătoriei invocate. Istoria completă a căsătoriei fabricate poate fi găsită în cartea lui Marlene A. Eilers "Descendenții reginei Victoria"  precum și într-un articol în două părți despre tânărul Alfred, care a fost publicat de European History Journal. Articol a fost scris de Marlene A. Eilers Koenig.

## Deces
Alfred s-a sinucis împușcându-se cu un revolver. Timp de trei zile, rănit, a fost îngrijit la Schloss Friedenstein în Gotha înainte să fie trimis la sanatoriul Martinnsbrunn din apropiere de Merano din sudul Tirolului. Alfred a murit la 6 februarie 1899 la vârsta de 24 de ani.  A fost înmormântat la mausoleul ducal din Coburg.
Unchiul lui Alfred, Ducele de Connaught și fiul său Prințul Arthur de Connaught au renunțat la drepturile de succesiune asupra Ducatului de Saxa-Coburg și Gotha. După decesul lui Alfred, moștenitor al Ducatului a devenit vărul său, Prințul Charles Eduard, Duce de Albany.